# Martín García Ceniceros
Martín García Ceniceros (também Martín García Gómez de Ceniceros) (falecido em outubro de 1632) foi um prelado católico romano que serviu como Inquisidor das Canárias, Valência, Cartagena e Valladolid. Foi nomeado e serviu brevemente como Bispo Eleito de Almeria (1632), contudo faleceu antes da sua consagração.

## Biografia
Martín García Ceniceros nasceu em Tenillono, Espanha. Foi ordenado sacerdote na diocese de Calahorra e obteve a licença em Teologia e o doutorado em Direito Canónico. Após a escolaridade, foi sucessivamente nomeado Inquisidor da Diocese de Canárias, da Arquidiocese de Valência, da Diocese de Cartagena e depois da Diocese de Valladolid. Após a morte do bispo Antonio Viedma Chaves, foi escolhido no dia 1 de março de 1632 pelo rei da Espanha, Felipe IV e confirmado a 2 de agosto de 1632 pelo papa Urbano VIII como bispo de Almeria. Embora tenha assumido o cargo e as funções de bispo,faleceu 2 meses depois, em outubro de 1632, e nunca foi consagrado.